# 訓閲集
『訓閲集』（きんえつしゅう）は大江家と多田源氏に伝わったとされる軍学書。軍学流派の上泉流、源家古法で用いられた他、甲州流にも影響を与えた。

## 概要
平安時代中期に大江維時が唐からもたらした中国兵家の陰陽書を和訳した書物とされるが、維時が唐に渡った記録は無い。戦国時代に小笠原氏隆より上泉信綱が伝授されたが、それ以前の系譜の信憑性も不明である。
内容についても、文化5年（1808年）に曲亭馬琴は「後の人の偽作なり」（『俊寛僧都嶋物語』）と記し、乃至政彦も諸々の考察から維時が陣形といった軍隊編成の体系化を記したかは疑わしいとする。
実際には中世に占術的な軍配兵法の書に軍陣用具の故実書を加えて成立したものと見られている。
本来は全120巻から成っていたという伝承があるが、実際には記録によって訓閲集の巻数は相違しており、訓閲集の本来の全貌を推定するのは困難である。

### 上泉流系
小笠原氏隆より上泉信綱が伝授されたが、信綱は新陰流剣術の開祖として知られるが、軍学にも新たな工夫を加えた。信綱は養子の秀胤に『訓閲集』を授け、秀胤は岡本宣就に授けた。
岡本宣就は『訓閲集』にさらに呪術的な内容を追加した。（一般にこの系統の軍学は「氏隆流」とも「上泉流」とも呼ばれているが、宣就は免状に「小笠原流軍法」と記している）
宣就は、甲州流を開いた小幡景憲に上泉流の軍配兵法を伝授し、景憲から甲州流軍学を伝授されたとされる。また、宣就は彦根藩家老となり、彦根藩では幕末まで岡本家が藩主に『訓閲集』の講義を行った。
『訓閲集』は複数の伝本が現存するが、その大部分が岡本宣就を経ている。
信綱から高弟の疋田景兼に伝えられたとされる熊本藩の林家が所蔵していた『訓閲集』は神秘思想的な要素が少ない内容となっている。しかし、この伝本は現存する他の『訓閲集』の十分の一程度の分量しかなく、意図的に迷信的な内容を削除したものかどうかは不明である。

### 古訓閲集
現存する『訓閲集』は上泉流系のものが多いが、軍学流派の源家古法兵学で伝えられた『古訓閲集』と呼ばれるものは、上泉信綱を経ていないとされる。
これは源家古法兵学を開く橘正豊が、近衛前久より賜ったとされるものである。

## 後代の批判
荻生徂徠は著書『鈐録（けんろく）』で、岡本宣就の軍学書（『訓閲集』）について「皆、雲気･軍配･日取･鞭･笄･沓（くつ）･旗･幕･母衣の仕立様･梵字･陀羅尼･九字護身法、（内容のほとんどが）まじないにて堅めたるものにて、合戦の事はわずか四、五巻ならではなし。それもことのほかの半々なることにて、当時（戦国期）より見れば、何の用にも立たぬものなり」と批判している。

## 林家伝の『訓閲集』の内容
林家伝の『訓閲集』がオリジナルとしての当書と異なる内容と言えるのは、戦国風といった時代に合わせて改めて加筆しているところにあり、例えば、巻二には、「足軽備えの陣」という名称が記されている他、巻四「戦法」の船戦の項では、兵船の壁に、対火矢として鉄網を張り、対鉄砲として竹束を張る工夫が記され、巻八「甲冑･軍器」には、戦国期に普及した「面頬」（古代日本には見られない）といった防具が絵図と共に記述され、巻九「軍器」に至っては、対鉄砲用の防具たる「車竹束」の絵図がある（鉄砲･槍に言及した記述もある）。このように陣名（対する陣）･甲冑・武具に至るまで、新たに記されている。
また、川中島の戦いにおいて、「上杉謙信が武田本陣に斬りかかり、武田信玄がこれを軍配団扇にて防ぐ」といった後世に広く知られる演出が記述されたのも、林家伝の『訓閲集』が初見とされている。加えて、林家伝の『訓閲集』は12巻しか無い（大江家のオリジナルに近い『訓閲集』は120から成る）。
- 巻一「発向」、巻二「備え與」、巻三「斥堠」、巻四「戦法」、巻五「攻城･守城」、巻六「士鑑･軍役」、巻七「築城」、巻八「甲冑･軍器」、巻九「軍器」、巻十「実検」、巻十一「日取り」、巻十二「気伝」の内容から成る。

「日取り」の巻が陰陽思想に基づき、「気伝」では、建物上に昇る気の形（『甲陽軍鑑』にも同様に敵城の上に昇る気を調べる記述がある）や吉凶などを読む点で、オリジナルの要素を含む（これらの思想に基づき、予測、分析、士気、天候を練った）。

## 備考
- 大江家兵書とされる『闘戦経』（国風兵書）も陰陽五行思想の影響を受けており、古代日本の兵書が自然哲学思想たる陰陽家の考えに基づいていたことがわかる[11][12]。
- 時代的には、日本律令制の崩壊後に和訳された書であり、武士身分（10世紀中頃以降の登場）以前の兵書という立場にある。国内の戦争も大団体戦（異民族の征伐）から各地小規模戦＝一騎討ちへ移行する過渡期といえる。
- 訓閲の「閲」とは、「味方」を意味し、当書にも味方とは記されず、閲と記述される（「敵閲」など）。
- 甲州流軍学の祖である小幡景憲は彦根藩の岡本半介より『訓閲集』を伝えられている[13]。従って、景憲は上泉流軍学（および陰陽的な吉凶の占い）についても熟知していたと考えられる。
- 巻十二「気伝」の禽獣の事において、鳥占術に関する記述があり、具体的には、カラスが何回鳴くかで吉凶を判断した。